# Lachnogya
Lachnogya — род жесткокрылых из семейства чернотелок.

## Описание
Передние голени треугольно расширенные, с зубцом на вершине наружного края. Тело покрыто щетинками.

## Систематика
В составе рода:
- Lachnogya orientalis
- Lachnogya squamosa